# 제시카 론디스
제시카 라운즈(Jessica Lowndes, 영어 발음: /laʊndz/, 1988년 11월 8일 ~ )는 캐나다의 배우, 싱어송라이터이다.

## 영상 목록

### 영화
- 세이빙 밀리 (2005, Saving Milly)
- 오텁시 (2008)
- 소녀괴담: 17살 여고생의 악몽 (2008)
- 앨티튜드 (2010)
- 더 데빌스 카니발 (2012)
- A Mother's Nightmare (2012)
- 더 프린스 (2014)
- 얼라이브 2015 (2014, Eden)
- A Deadly Adoption (2015)
- Larry Gaye: Renegade Male Flight Attendant (2015)
- 다크 하우스 (2016)
- 싸이코패스 룸메이트 (2018)

### 텔레비전
- 마스터즈 오브 호러 - 죽은 자의 춤 편 (2005)
- Pretty/Handsome (2008) - 파일럿
- 그릭 (2008)
- 90210 (2008-13)

## 음반 목록

### EP
- Nothing Like This (2012)
- TBT (Throwback Thursday) (2013)

### 앨범
- Elemental (2022)